# Багубалі: Початок
Багубалі: Початок (тел. బాహుబలి:ద బిగినింగ్, там. பாகுபலி, англ. Baahubali: The Beginning) — індійська історично-фантастична стрічка режисера Ш. Ш. Раджамулі, знята одночасно у двох мовних версіях: телугу і тамілі. Вийшла у прокат 10 липня 2015 року. Це перша частина дилогії, продовження якої «Багубалі: Завершення» вийшла на екрани 28 квітня 2017 року.

## Синопсис
Стрічка починається з того, як Шіваґамі з немовлям на руках виходить до підніжжя водоспаду. Вона вбиває воїнів, які переслідують її, але виявляється не в силах перейти річку. Перш ніж її накриває хвилею, вона піднімає дитини над головою, молячись, щоб він вижив. На його плач до річки приходять місцеві жителі. Вони рятують немовля, але тіло Шіваґамі забирає рікою. Хлопчика бере на виховання бездітна пара і називає Шівуду.
З дитинства Шівуду марить тим, що знаходиться на вершині водоспаду, і неодноразово намагається туди дістатися, але безуспішно, поки одного разу разом з потоком води до його ніг не виносить чиюсь маску. Зрозумівши по відбитку на піску, що вона повинна належати прекрасній дівчині, і, окрилений цією думкою, він, нарешті, підіймається вгору. Тут Шівуду зустрічає господиню маски — Авантіку. Вона є членом опору, що бореться проти жорстокого короля Бгаллаладеві, та наступною, кому випала місія звільнити королеву Девасену. Шівуду обіцяє їй, що зробить все сам, і з цією метою відправляється в столицю царства Магішматі.
Прибувши у місто, він допомагає робітникам підняти золоту статую царя, і один з них пізнає в ньому короля Багубалі. Люди починають скандувати це ім'я, що призводить в лють Бгаллаладеву. Тієї ж ночі Шівуду викрадає Девасену, а за ним в погоню відправляються син царя Бгадра і вірний раб царя Каттаппа. Їм вдається зупинити Шівуду, але в битві, що розпочалася між ними, той відрубує голову принцу. Каттаппа, який кинувся в атаку, зупиняється, коли бачить схожість Шівуду з Багубалі. До цього часу до місця битви прибувають борці опору і люди, що живуть біля підніжжя водоспаду, що відправилися на пошуки Шівуду. Каттаппа змушений пояснити Шівуду і його названим батькам, хто такий Багубалі.
Колись в смутні часи помер король Вікрамадева, а слідом за ним під час пологів померла і королева, давши життя принцу Багубалі. Старшому брату загиблого короля Бідджаладеві було відмовлено від трону через його погану вдачу або, як він вважав, через його фізичну ваду (висохлої лівої руки). Тягар правління взяла на себе його дружина Шіваґамі, пообіцявши передати трон своєму синові Бгаллаладеві або Багубалі, дивлячись хто з них буде більш гідний.
Обидва принца росли і вчилися разом, але Багубалі виріс великодушним і гуманним, а Бгаллаладева — жорстоким та честолюбним. Коли на їх царство напало військо Калакеї, Шіваґамі пообіцяла віддати владу тому, хто вб'є його головнокомандувача. Бідджаладева влаштував так, що велика частина озброєння перейшла до війська Бгаллаладеви, але Багубалі використовував кмітливість, щоб завдавати шкоди ворогові навіть з обмеженими ресурсами. Коли Калакея виставив заслін з мирних жителів, Бгаллаладева прорвався крізь нього, не дивлячись на втрати, а Багубалі зміг обійтися без жертв. У метушні бою Багубалі перший дістався до командувача і вступив з ним у сутичку, але вирішальний удар завдав Бгаллаладева. Однак Шіваґамі призначила свого сина тільки командиром армії, а трон віддала Багубалі, так як він більше підходив на місце правителя.
Коли Шівуду запитує у Каттаппі, що стало з Багубалі потім, той зізнається, що власноруч вбив його.

## У ролях

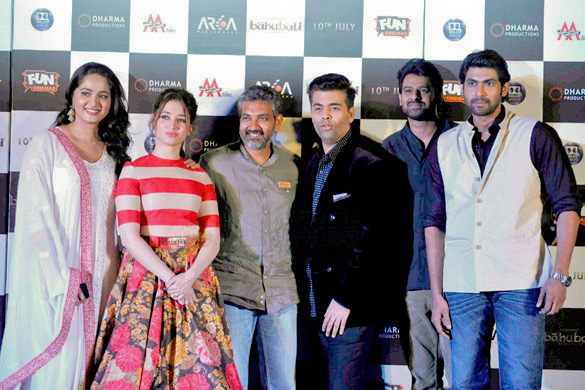
Актори фільму Анушка Шетті, Таманна, СС Раджамулі, Каран Джогар, Прабгас, Рана Даґґубаті на передпрем'єрному показі

| Актор                 | Роль                          |
| --------------------- | ----------------------------- |
| Прабгас               | Шівуду / Магендра Багубалі    |
| Анушка Шетті          | королева Девасена             |
| Рана Даґґубаті        | Бгаллаладева                  |
| Таманна               | Авантіка                      |
| Сатьярадж             | Каттаппа, воєначальник        |
| Нассер                | Бідджаладева                  |
| Рам'я Крішнан         | королева Шіваґамі             |
| Адіві Сеш             | Бгадра                        |
| Рогіні                | Санґа                         |
| Танікелла Бгарані     | священник                     |
| Судіп                 | Аслам Хан                     |
| Нора Фатегі           | танцівниця в пісні «Manohari» |
| Скарлет Мелліш Вілсон | танцівниця в пісні «Manohari» |
| Снега Упадгьяй        | танцівниця в пісні «Manohari» |
| Мека Рамакрішна       | лідер повстанців              |
| Прабгакар             | Інкоші                        |
| С. С. Раджамаулі      | продавець                     |

## Виробництво
У лютому 2011 року режисер Ш. Ш. Раджамулі оголосив, що Прабгас зіграє в його наступному фільмі. У січні 2013 року він анонсував робочу назву фільму: «Багубалі». Крім Прабгас у фільмі була задіяна Анушка Шетті, для якої він став другим досвідом роботи з режисером і третім у парі з Прабгасом. На роль антагоніста погодився Рана Даґґубаті, паралельно знімався у фільмі Rudhramadevi. Щоб краще вжитися в роль він вирішив натренувати тіло і вивчити бойові мистецтва під керівництвом в'єтнамського тренера Туана. У грудні того ж року до акторського ансамблю приєдналася Таманна Бгатія. Рамія Крішнан та Нассер були обрані на ролі другого плану. Каннадамовний актор Судіп погодився на невелику, але важливу роль. Сцену з його участю зняли за чотири дні у липні 2013 року.
Зйомки почалися у «Толлівуді» в липні 2013 року в Кам'яному саду Карнула. Сцени з водоспадом знімали на Атірапаллі у штаті Керала, декорації королівства Магішматі були зібрані в студії «Ramoji Film City», а снігові сцени знімали у Болгарії. Музичний номер на пісню «Pacha Bottasi» знімали в кінці липня 2014 року. Основні зйомки закінчили у кінці 2014 року в «Ramoji Film City». Музичний номер на пісню «Manohari» був дофільмований у березні 2015 року.
Використана у стрічці штучна мова Кілікії, на якій говорить плем'я Калакея, була створена поетом Мадганом Каркі.

## Саундтрек
Альбом з саундтреком до фільму був випущений 13 червня 2015 року.
Автор музики М. М. Кіравані. 
| Версія на телугу | Версія на телугу             | Версія на телугу   | Версія на телугу          | Версія на телугу |
| #                | Назва                        | Автор слів         | Виконавці                 | Тривалість       |
| ---------------- | ---------------------------- | ------------------ | ------------------------- | ---------------- |
| 1.               | «Pacha Bottasi»              | Ананта Шрірам      | Картік, Даміні            | 4:33             |
| 2.               | «Jeeva Nadhi»                | Інаґанті Сундар    | Ґіта Мадгурі              | 1:55             |
| 3.               | «Dheevara»                   | Рамаджоґайя Шастрі | Рамія Бегара, Діпу        | 5:43             |
| 4.               | «Mamatala Talli»             | К Шіва Шакті Датта | Сатья Яміні та хор        | 4:04             |
| 5.               | «Nippulaa Swasa Ga»          | Інаґанті Сундар    | М. Кіравані               | 3:26             |
| 6.               | «Manohari»                   | Чайтанья Прасад    | Могана Бгоґараджу, Ревант | 3:52             |
| 7.               | «Sivuni Aana»                | Інаґанті Сундар    | М. Кіравані, Муніма       | 3:32             |
| 8.               | «Dheevara» (English Version) | Адітья, Неол Шон   | Раіія Бегара, Адітья      | 3:26             |
| 27:08            |                              |                    |                           |                  |

Автор слів Мадганом Каркі. 
| Версія на тамілі | Версія на тамілі      | Версія на тамілі | Версія на тамілі                 | Версія на тамілі |
| #                | Назва                 | Автор слів       | Виконавці                        | Тривалість       |
| ---------------- | --------------------- | ---------------- | -------------------------------- | ---------------- |
| 1.               | «Pachchai Thee»       |                  | Картік, Даміні                   | 4:33             |
| 2.               | «Jeeva Nadhi»         |                  | Ґіта Мадгурі                     | 1:55             |
| 3.               | «Dheerane»            |                  | Раіія Бегара, Діпу               | 5:43             |
| 4.               | «Irul Konda Vaanil»   |                  | Діпіка                           | 4:04             |
| 5.               | «Moochile Theeyumaay» |                  | Кайлаш Кгер                      | 3:26             |
| 6.               | «Manogari»            |                  | Могана Бгоґараджу, Гарічаран     | 3:52             |
| 7.               | «Siva Sivaya Potri»   |                  | М. Кіравані, Вайком Віджаялакшмі | 3:32             |
| 8.               | «Dheerane»            | English Version  | Раіія Бегара, Адітья             | 3:26             |
| 27:08            |                       |                  |                                  |                  |

Автор слів Манодж Мунташір. 
| Версія на гінді | Версія на гінді  | Версія на гінді            | Версія на гінді |
| #               | Назва            | Виконавці                  | Тривалість      |
| --------------- | ---------------- | -------------------------- | --------------- |
| 1.              | «Mamta Se Bhari» | Бомбей Джаяшрі             | 3:49            |
| 2.              | «Jal Rahin Hain» | Кайлаш Кгер                | 3:20            |
| 3.              | «Swapn Sunehere» | Бомбей Джаяшрі, Швета Радж | 1:40            |
| 4.              | «Khoya Hain»     | Кала Бгайрава, Ніті Моган  | 5:31            |
| 5.              | «Kaun Hain Vo»   | Кайлаш Кгер, Муніма        | 3:17            |
| 6.              | «Panchhi Bole»   | М. Кіравані, Палак Мучал   | 4:19            |
| 7.              | «Manohari»       | Дівья Кумар, Ніті Моган    | 3:36            |
| 25:37           |                  |                            |                 |

## Критика
Майк МакКегілл з «The Guardian» зазначив, що «впродовж усього фільму Раджамулі вражає майже ідеальним балансом між матеріальністю та поетикою», і зробив висновок, що фільм відноситься до того типу, які завжди цікаві й часто захоплюють дух. Ліз Церінґ з «The Hollywood Reporter» написала, що хоча історія такого типу багато розповідалася і раніше, але у впевнених руках досвідченого південно-індійського режисера Раджамулі, казка отримала нове життя. Шилпа Джамкгардінкар у відгуку на сайті агентства «Рейтер» назвала найбільшим досягненням фільму те, що він поєднує «пишність у Голлівудському масштабі та індійську казку про добро й зло у своїй основі», додавши, що режисер явно був натхненний Рідлі Скоттом і фільмом «Гладіатор». Сайт «Bollywood Hungama» додав, що режисер «виклав безумовний шедевр; незважаючи на те, що Багубалі виглядає як повністю індійський фільм з коріння, що виростає з міфології, і все ж він досить прогресивний, щоб утримуватися від вікового кліше показувати добро сильнішим, ніж зло». Кінокритик Раджив Масанд назвав родзинкою фільму те, як Раджамулі майстерно трактує простий, але гарний сценарій; його здатність створювати надихаючі моменти на швидку руку, і його майстерність у видобуванні емоцій навіть з банальних сценаріїв.

## Касові збори
Фільм зібрав у прокаті понад 6 мільярдів рупій, що майже у п'ять разів більше витрат на виробництво, і побив попередній рекорд касових зборів для стрічки мовою телугу, встановлений картиною «Шлях до дому тітки». Він також посів третє місце за зборами серед усіх фільмів Індії.

## Нагороди та номінації
| Нагорода                         | Категорія                               | Номінант                           | Результат | Посиланн      |
| -------------------------------- | --------------------------------------- | ---------------------------------- | --------- | ------------- |
| «Національна кінопремія»         | Найкращий художній фільм                | Шобу Ярлагадда, Arka Media Works   | Перемога  | [ 37 ]        |
| «Національна кінопремія»         | Найкращі спецефекти                     | В. Шрінівас Моган                  | Перемога  | [ 37 ]        |
| «Filmfare Awards South» (Телугу) | Найкращий фільм                         |                                    | Перемога  | [ 38 ]        |
| «Filmfare Awards South» (Телугу) | Найкраща режисура                       | С. Раджамаулі                      | Перемога  | [ 38 ]        |
| «Filmfare Awards South» (Телугу) | Найкраща жіноча роль другого плану      | Рамія Крішна                       | Перемога  | [ 38 ]        |
| «Filmfare Awards South» (Телугу) | Найкращий жіночий закадровий вокал      | Ґіта Мадгурі («Jeevanadhi»)        | Перемога  | [ 38 ]        |
| «Filmfare Awards South» (Телугу) | Найкраща операторська робота            | К. Сентіл Кумар                    | Перемога  | [ 38 ]        |
| Азійська кінопремія              | Найкращі спецефекти                     | В. Шрінівас Моган                  | Номінація | [ 39 ]        |
| «SIIMA Awards» (Тамілі)          | Найкращий фільм                         |                                    | Перемога  | [ 40 ]        |
| «SIIMA Awards» (Тамілі)          | Найкраща режисура                       | С. Раджамаулі                      | Перемога  | [ 40 ]        |
| «SIIMA Awards» (Тамілі)          | Найкраща жіноча роль другого плану      | Рамія Крішна                       | Перемога  | [ 40 ]        |
| «SIIMA Awards» (Тамілі)          | Найкраще виконання негативної ролі      | Рана Даґґубаті                     | Перемога  | [ 40 ]        |
| «SIIMA Awards» (Тамілі)          | Найкращий жіночий закадровий вокал      | Сатья Яміні («Mamatala Talli»)     | Перемога  | [ 40 ]        |
| «SIIMA Awards» (Тамілі)          | Найкраща операторська робота            | К. Сентіл Кумар                    | Перемога  | [ 40 ]        |
| «SIIMA Awards» (Тамілі)          | Найкраща постанова боїв                 | Пітер Гейн                         | Перемога  | [ 40 ]        |
| «Сатурн» (США)                   | Найкращий фільм-фентезі                 |                                    | Номінація | [ 41 ]        |
| «Сатурн» (США)                   | Найкраща акторка другого плану          | Таманна Бгатія                     | Номінація | [ 41 ]        |
| «Сатурн» (США)                   | Найкраща музика                         | М. Кіравані                        | Номінація | [ 41 ]        |
| «Сатурн» (США)                   | Найкращі костюми                        | Рама Раджамулі, Прашанті Тіпірнені | Номінація | [ 41 ]        |
| «Сатурн» (США)                   | Найкучшая работа художника-постановщика | Сабу Сиріл                         | Номінація | [ 41 ]        |
| «Nandi Awards»                   | Найкращий фільм                         |                                    | Перемога  | [ 42 ] [ 43 ] |
| «Nandi Awards»                   | Найкраща режисура                       | С. Раджамаулі                      | Перемога  | [ 42 ] [ 43 ] |
| «Nandi Awards»                   | Найкраща жіноча роль другого плану      | Рамія Крішна                       | Перемога  | [ 42 ] [ 43 ] |
| «Nandi Awards»                   | Найкраще виконання негативної ролі      | Рана Даґґубаті                     | Перемога  | [ 42 ] [ 43 ] |
| «Nandi Awards»                   | Найкраща музика                         | М. Кіравані                        | Перемога  | [ 42 ] [ 43 ] |
| «Nandi Awards»                   | Найкращий чоловічий закадровий вокал    | М. Кіравані                        | Перемога  | [ 42 ] [ 43 ] |
| «Nandi Awards»                   | Найкраща операторська робота            | К. Сентіл Кумар                    | Перемога  | [ 42 ] [ 43 ] |
| «Nandi Awards»                   | Найкраща робота художника-постановника  | Сабу Сиріл                         | Перемога  | [ 42 ] [ 43 ] |
| «Nandi Awards»                   | Найкраща хореографія                    | Преі Ракшіт                        | Перемога  | [ 42 ] [ 43 ] |
| «Nandi Awards»                   | Найкраща робота звукорежисера           | П. М. Сатіш                        | Перемога  | [ 42 ] [ 43 ] |
| «Nandi Awards»                   | Найкращий дизайн костюмів               | Рама Раджамулі та Прашанті         | Перемога  | [ 42 ] [ 43 ] |
| «Nandi Awards»                   | Найкраща постанова боїв                 | Пітер Гейнс                        | Перемога  | [ 42 ] [ 43 ] |
| «Nandi Awards»                   | Best VFS                                |                                    | Перемога  | [ 42 ] [ 43 ] |